# Cossano Canavese
Cossano Canavese là một đô thị ở tỉnh Torino trong vùng Piedmont, Italia, đô thị này có vị trí cách khoảng 40 km về phía đông bắc của Torino. Tại thời điểm ngày 31 tháng 12 năm 2004, đô thị này có dân số 552 người và diện tích là 3,3 km².
Cossano Canavese giáp các đô thị: Caravino, Settimo Rottaro, Borgo d'Ale, và Borgomasino.